# SS Koombana
El SS Koombana fue un barco de vapor de pasajeros construido en Escocia en 1908 para la Adelaide Steamship Company, que prestaba servicios de cabotaje entre Fremantle y la costa noroeste de Australia Occidental. En 1912 se hundió en un ciclón tropical frente a Port Hedland, con la pérdida de las 150 personas que viajaban a bordo. Su naufragio fue uno de los peores desastres marítimos de Australia en el siglo XX.
En abril y mayo de 1909, el Koombana acompañó al primer ministro de Australia Occidental, Newton Moore, en una gira por el noroeste, que incluyó la inauguración oficial del muelle de Port Hedland, actualmente el puerto de mayor tonelaje de Australia. El Koombana fue también el primer buque que atracó en ese muelle.
En noviembre de 1910, el Koombana formó parte de la flotilla de bienvenida en Broome (Australia Occidental) a la llegada a Australia de los dos primeros destructores de la Marina Real Australiana, el HMAS Parramatta y el HMAS Yarra. En noviembre de 1911, el Koombana fue objeto de un conflicto laboral que tuvo consecuencias en toda Australia.
La pérdida del Koombana en 1912 provocó la retirada de la Adelaide Steamship Co del servicio de la costa noroeste, lo que llevó al Gobierno de Australia Occidental a crear el State Shipping Service of Western Australia, que dominó ese comercio durante el resto del siglo XX.

## Hundimiento

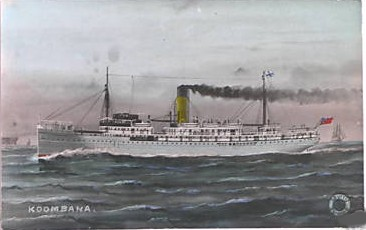
Una tarjeta postal del Koombana en el mar, mostrando su embudo Adelaide Steamship Co librea de buff oscuro con un top negro.

El Koombana zarpó de Port Hedland hacia Broome en la mañana del miércoles 20 de marzo de 1912 con un viento fresco del nordeste, seguido por el Bullarra, que había regresado recientemente al comercio de pasajeros y carga del noroeste. Antes de partir, su capitán, el capitán Allen, había informado de un descenso de presión en el barómetro (anticipo de una borrasca) y sugirió que el viaje podría durar más de lo normal. Sin embargo, él y el capitán Upjohn, capitán del Bullarra, habían decidido en una conversación previa a la salida que no había nada en ello, y ninguno de los dos esperaba encontrarse con una tormenta como la que más tarde se registró en el cuaderno de bitácora del Bullarra como un "huracán aullante".
Varias horas después de zarpar, los dos barcos cambiaron de rumbo al desencadenarse un fuerte vendaval del noreste y se separaron. La tormenta arreció y el Bullarra sufrió daños, pero pudo alcanzar al Cossack. Más tarde regresó a Port Hedland sin su chimenea, informando de que el ojo del ciclón había pasado directamente por encima. Pero no se volvió a ver al Koombana.
Un velero, el Crown of England, naufragó en la isla de Depuch. Otro navío, el Concordia, varó en las proximidades. También naufragaron o se hundieron varias embarcaciones ligeras y arrastreros perleros.
El ciclón cruzó la costa dos días después, el 22 de marzo, justo al oeste de Balla Balla, puerto menor de las minas de cobre de Whim Creek. Se registraron daños en más de 200 km a lo largo de la costa.
Varios días después, cuando el Koombana se retrasó en Broome, la opinión pública se preocupó y se organizó una búsqueda. El 2 de abril, uno de los buques de búsqueda rastreó una gran cantidad de restos a unas 25 millas náuticas (46 km) al norte de la isla de Bedout y a 100 km de la costa, pero los únicos restos recuperados del Koombana fueron parte de un tablón de proa de estribor de una lancha motora, una puerta de la sala de gobierno y un panel de la cubierta de paseo, dos tablones para cubrir los tanques de los botes salvavidas y algunos tanques de aire. Los tanques de aire se encontraron en tierra firme. Los demás restos se encontraron en el mar.